# Joachim Westphal

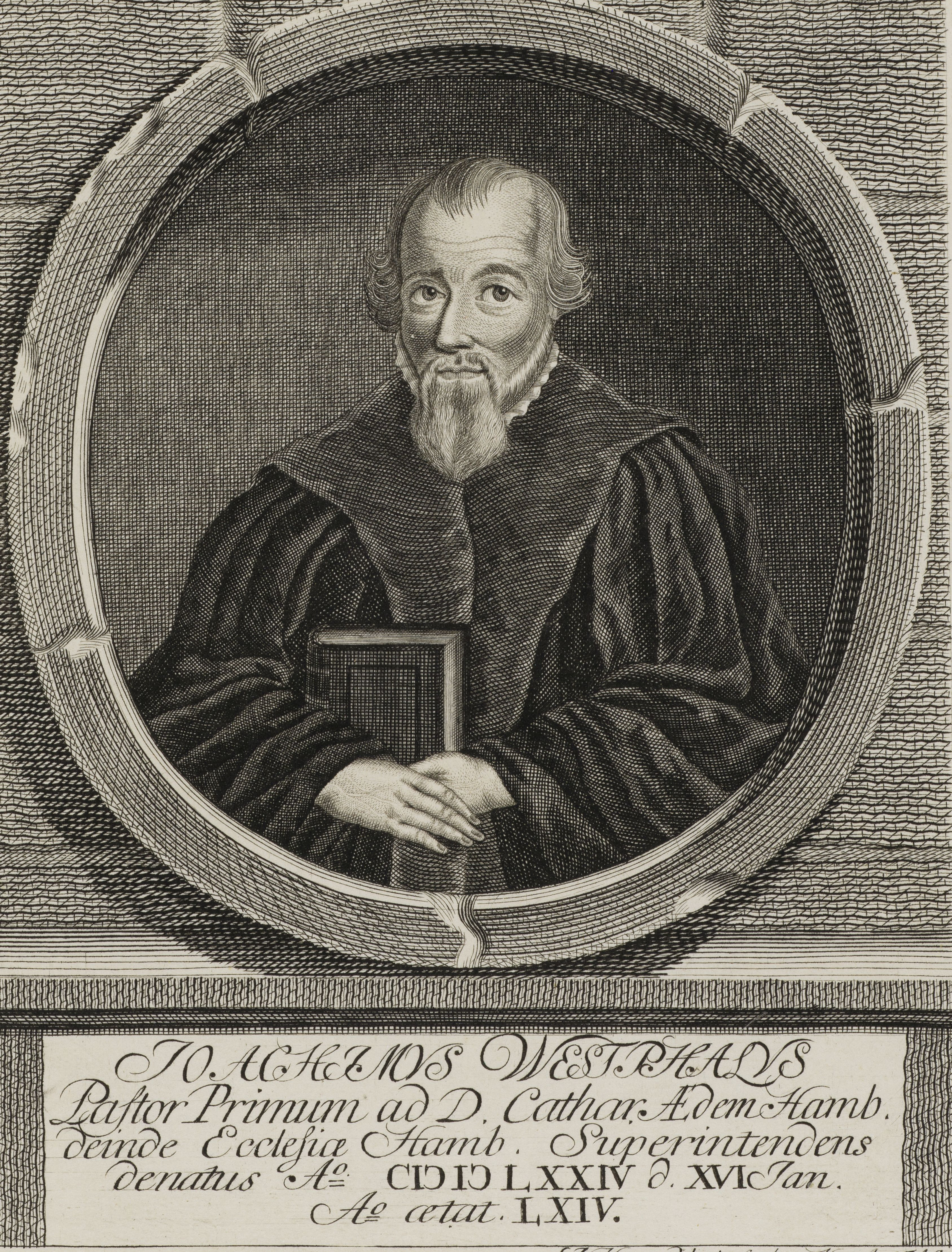
Joachim Westphal (Jonas Haas, Kupferstich von 1748)

Joachim Westphal (* 1510 in Hamburg; † 16. Januar 1574 ebenda) war ein lutherischer Reformator und Kontroverstheologe. Er ist nicht zu verwechseln mit dem gleichnamigen und zeitgenössischen Eislebener Theologen.

## Leben
Als Sohn eines armen Zimmermanns geboren, konnte Westphal durch die Hilfe wohlhabender Nachbarn die Nikolaischule seiner Heimatstadt und später die Klosterschule in Lüneburg besuchen. Versehen mit einem Stipendium seiner Vaterstadt immatrikulierte er sich am 7. Juni 1529 an der Universität Wittenberg. Er studierte bei Martin Luther und Philipp Melanchthon. Melanchthon empfahl ihn, noch bevor er am 30. Januar 1532 den akademischen Grad eines Magisters der sieben freien Künste erworben hatte, als Lehrer am Hamburger Johanneum. Westphal kehrte, nachdem er zwei Jahre Konrektor der Anstalt gewesen war, mit einem weiteren Hamburger Stipendium zurück nach Wittenberg, um sein Studium fortzusetzen, wo er auch zu den Tischgenossen Luthers gehörte. Als 1535 die Pest ausbrach, verließ er Wittenberg, um andere Universitäten zu besuchen.
Von 1535 bis 1537 unternahm er eine Studienreise durch den deutschsprachigen Raum. Dabei besuchte er die Universitäten in Erfurt, Heidelberg, Straßburg und Tübingen. Er kehrte nach Wittenberg zurück und hielt Vorlesungen an der Artistenfakultät. Aber schon bald bot ihm die Universität Rostock auf Empfehlung von Melanchthon und Johannes Bugenhagen hin eine Professur der Theologie an. Er schlug dieses Angebot aus, um in seiner Heimatstadt die Nachfolge des am 23. Oktober 1540 verstorbenen Hauptpastors an St. Katharinen, Stephan Kempe, anzutreten. Denn er fühlte sich Hamburg durch die erhaltenen Stipendien verpflichtet. Am 19. April 1541 wurde er von Superintendent Johannes Aepinus in sein Amt eingeführt. Obwohl er schon seit 1562 die Geschäfte von Paul von Eitzen geführt hatte, wurde er erst 1571 nach dessen endgültigen Weggang von Hamburg als Superintendent am Hamburger Dom ernannt. Dass der Senat zögerte, ihm dieses Amt zu übertragen, ist nach Irene Dingel möglicherweise dadurch begründet, dass Westphal sich publizistisch als ausgesprochener Kontroverstheologe hervortat.
Westphal nahm mehrmals an Gesprächsrunden teil, bei denen erfolglos versucht wurde, die Differenzen zu den Gnesiolutheranern um Flacius und den Schülern Melanchthons (Philippisten) beizulegen. Es wäre daher eine Verkürzung, ihn ausschließlich als Streittheologen zu betrachten.
Joachim Westphal war zweimal verheiratet; beide Ehen blieben kinderlos. Ende des Jahres 1573 befiel ihn eine schwere Krankheit, an welcher er im Alter von 64 Jahren verschied.

## Wirken
1544 meldete sich Westphal erstmals zu Wort, um seinen Superintendenten Aepinus zu unterstützen. Dieser war in einer Auslegung von Psalm 16 mit Aussagen zum Abstieg Christi in die Unterwelt in die Kritik geraten. Aepinus und Westphal stimmten überein, dass dies kein Triumphzug Christi durch das Totenreich sei, sondern der letzte Akt seiner Selbsterniedrigung.
Nach dem Augsburger Interim gehörte Westphal zu einer Gruppe um Matthias Flacius, die sich als die echten Erben Luthers (Gnesiolutheraner) verstanden und liturgische Zugeständnisse bekämpften, die nach der militärischen Niederlage der Protestanten im Schmalkaldischen Krieg vielerorts eingegangen wurden. Westphals Beitrag hierzu war zunächst eine Sammlung von Zitaten Luthers sowie, in geringerer Zahl, Melanchthons, die er so arrangierte, dass sie besagten, die evangelische Rechtfertigungslehre müsse ihre Entsprechung in evangelischen Zeremonien finden.
Das Interim führte zu Diskussionen um ein Widerstandsrecht gegen eine ungerechte Obrigkeit. Nach dem erfolgreichen Fürstenaufstand und dem Passauer Vertrag veröffentlichte Westphal hierzu 1553 die Schrift De offico magistratus et subditorum, et de legitima defensione.
Im gleichen Jahr bezog er im Namen der Hamburger Pastorenschaft Stellung im Majoristischen Streit. Seine persönliche Meinung zu diesem Thema ist in einer Thesenreihe enthalten, die 1568 zusammen mit einer Stellungnahme Johann Wigands gedruckt wurde.
Das Hamburger Gutachten gegen Andreas Osiander wurde 1553 von Aepinus verfasst. Wie die gesamte Hamburger Pastorenschaft lehnte Westphal als Mitunterzeichner Osianders Auffassungen ab.
Überregional bekannt wurde Westphal durch seinen Protest gegen die Einigung von Zürich und Genf in der Abendmahlslehre, die von Heinrich Bullinger und Johannes Calvin ausgehandelt worden war (Consensus Tigurinus): Farrago confusanearum et inter se dissidentium opinionum de coena Domini, ex Sacramentariorum libris congesta, gedruckt 1552 im geächteten Magdeburg, das dem Interim Widerstand leistete. Westphal warnte in dieser Schrift vor einer Einebnung der Differenzen zwischen Calvinismus und Luthertum (also genau das, was Calvin als Ideal vorschwebte: eine gemeinsame evangelische Position). „Calvinismus“ ist eine Begriffsprägung Westphals und bezeichnet in der Farrago „die Abendmahlsauffassung Calvins negativ als menschliche Erfindung.“ Das aus seiner Sicht richtige Abendmahlsverständnis stellte Westphal 1553 in der Schrift Recta fides de coena Domino (1553) dar. Für Calvin kam diese scharfe Ablehnung des Consensus Tigurinus unerwartet, so dass er sich erst mit Bullinger abstimmte, bevor er 1555 mit einer Verteidigungsschrift (Defensio sanae et orthodoxae doctrinae de sacramentis) reagierte. Auf eine Gegenschrift Westphals antwortete Calvin mit seiner „Zweiten Verteidigungsschrift“ (Secunda defensio). Westphal antwortete mit gleich mehreren Streitschriften, und an dieser Stelle stiegen weitere Theologen auf beiden Seiten in die Auseinandersetzung ein (sogenannter Zweiter Abendmahlsstreit). Calvin schrieb 1557 seine letzte Stellungnahme zu der Auseinandersetzung mit Westphal (Ultima admonitio ad Ioachimum Westphalum) und ignorierte danach dessen weitere Schriften, mit Ausnahme der Endfassung der Institutio Christianae Religionis (1559).
Zur Eskalation trug bei, dass englische Reformierte vor der Religionsverfolgung durch Maria I. nach Kontinentaleuropa flohen. Auf Betreiben Westphals wurden diese Marianischen Exulanten in Hamburg, Lübeck, Wismar und Dänemark als Calvinisten abgewiesen. Viele gingen daraufhin in die Schweiz, bevorzugt nach Genf, wo dann die calvinistische Prägung stattfand, mit der sie unter Elisabeth I. nach England zurückkehrten, um dort oft hohe Ämter zu bekleiden. Auch in der freien Reichsstadt Frankfurt am Main gab es eine englische Flüchtlingsgemeinde. Westphal schrieb an den Rat der Stadt Frankfurt, um vor diesen Exulanten zu warnen. Dass Westphal die Aufnahme englischer Flüchtlinge in lutherischen Territorien verhinderte, bedeutete, dass der Einfluss des Luthertums auf die Reformation in England in der Folge nur noch gering war. Direkt betroffen war Johannes a Lasco mit seiner Londoner Gemeinde: Abgewiesen in Dänemark und den norddeutschen Hansestädten, fand die Gruppe schließlich in Emden Aufnahme.

## Werke (in Auswahl)
- Farrago confusanearum et inter se dissidentium opinionum De Coena Domini, ex Sacramentarioru[m] libris congesta, Magdeburg, Rödinger, 1552.
- Recta fides de coena Domini, ex verbis apostoli Pauli et evangelistarum demonstrata ac communita, [Magdeburg 1553].
- Briefsammlung des Hamburgischen Superintendenten Joachim Westphal aus den Jahren 1530 bis 1575, bearb. u. erl. v. C.H.W. Sillem, 2 Bde., Hamburg 1903.